# Bo Knutsson

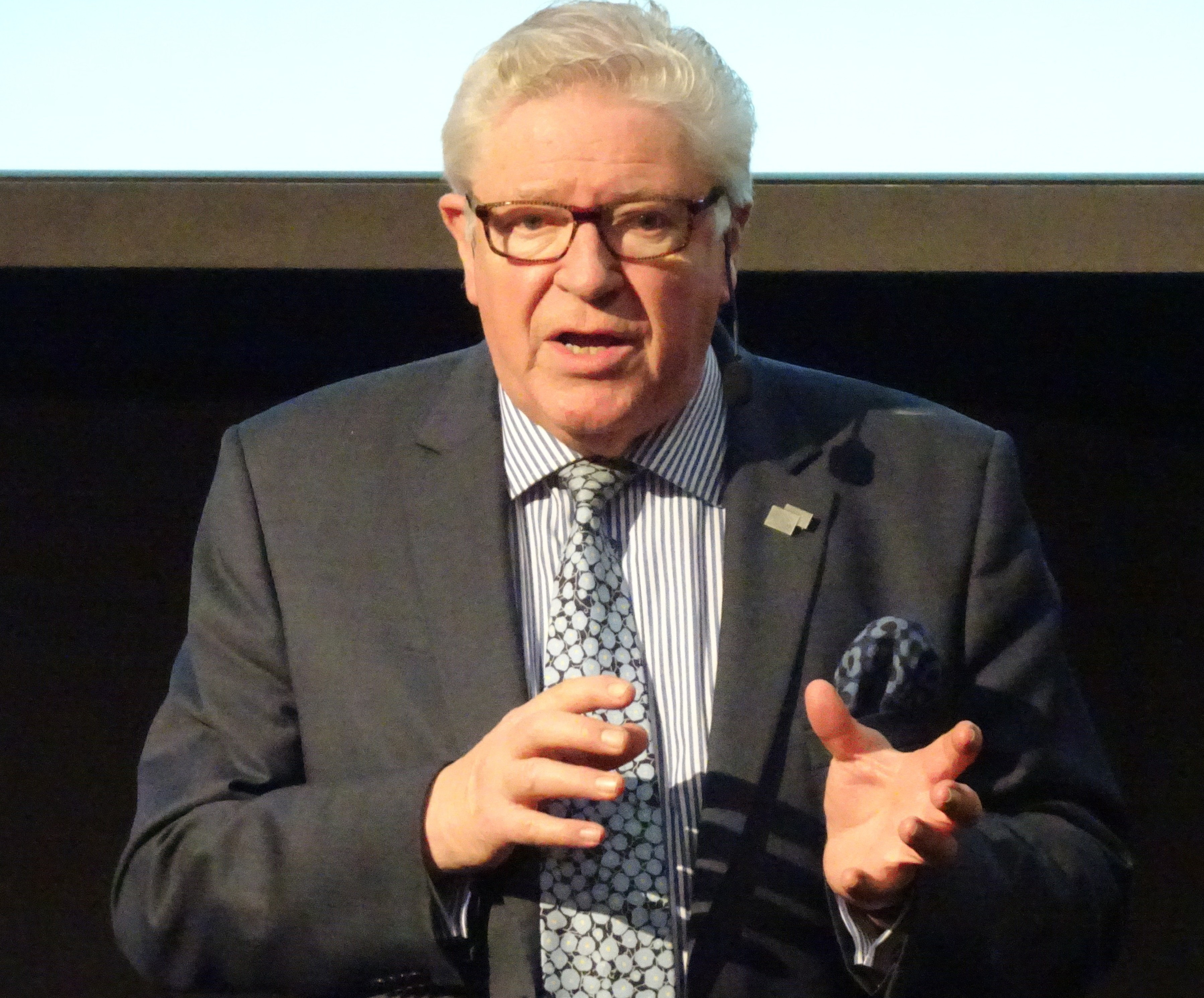
Bo Knutsson 2017.

Bo Göran Knutsson, född 9 november 1945 i Berghem, är antikvitetshandlare och en av tv-programmet Antikrundans experter och initiativtagare till programmet. Knutsson studerade nationalekonomi på universitet och arbetade 1971–1975 på Länsstyrelsen i Älvsborgs län. Sedan 1975 har han varit antikvitetshandlare på heltid med butik i Vänersborg. Företaget, Bo Knutsson Antik & Konsthandel, driver han med sin son Fredrik Knutsson – även han expert i Antikrundan.
Knutsson är ordförande i CINOA, Internationella Konst- och Antikhandlarföreningen och var tidigare ordförande i Sveriges Konst- och Antikhandlarförening.